# ارهان آکسوی
ارهان آکسوی (ترکی استانبولی: Orhan Aksoy؛ ۱۰ ژانویهٔ ۱۹۳۰ – ۲۲ ژانویهٔ ۲۰۰۸) کارگردان فیلم و فیلم‌نامه‌نویس اهل ترکیه بود. او سه مرتبه برنده جایزه بهترین کارگردانی از جشنواره بین‌المللی فیلم پرتقال طلایی آنتالیا شده است. از فیلم‌هایی که او کارگردانی کرده است، می‌توان به سرنوشت یک مرد با بازی تاریک آکان و گولشن بوبیک‌اوغلو اشاره نمود.